# Saint-Bonnet-le-Troncy
Saint-Bonnet-le-Troncy település Franciaországban, Rhône megyében. Lakosainak száma 311 fő (2022. január 1.). Saint-Bonnet-le-Troncy Ranchal, Meaux-la-Montagne, Saint-Nizier-d'Azergues és Saint-Vincent-de-Reins községekkel határos.

## Népesség
A település népessége az elmúlt években az alábbi módon változott:
| Lakosok száma | 301  | 306  | 313  | 313  | 317  | 317  | 316  | 316  | 311  |
|               | 2013 | 2015 | 2016 | 2017 | 2018 | 2019 | 2020 | 2021 | 2022 |